# Kaya (japonský hudebník)
Kaya (迦夜, Kaja) je japonský visual-kei hudebník a vokalista dark-wave dua Schwarz Stein. V minulosti byl vokalistou hudebních skupin Meties, Isola pod uměleckým jménem Hime. Je známý svým androgynním vzhledem.

## Kariéra
Kaya debutoval pod jménem Hime v roce 1997 jako vokalista visual-kei kapely Meties, která se rozpadla v prosinci roku 1999. V roce 2000 se připojil k visual-kei kapele Isola, která se rozpadla v dubnu 2001. V témže roce zformoval s klávesistou a skladatelem Horou dark-wave duo Rudolf Steiner, s nímž vydal dvě demo nahrávky. V roce 2002 duo uzavřelo smlouvu s vydavatelstvím Midi:Nette producenta Many a debutovalo pod jménem Schwarz Stein. Rozpadlo se v roce 2004. Sólovou kariéru zahájil Kaya v roce 2006; svůj debutový singl Chocolat vydal v roce 2008. Od vydavatelství Midi:Nette přešel k vydavatelství Next Music Inc., které bylo následně přejmenováno na Next Media Communications Inc. V létě 2009 vydavatelství zbankrotovalo a Kaya začal opět vydávat hudbu nezávisle. V roce 2014 s Horou znovu zformovali Schwarz Stein. 13. července 2016 pořádal v podniku Shinjuku ReNY koncert k 10. výročí své sólové kariéry s názvem The Birth of DIVA. Speciálním hostem koncertu byl Kamijo a kapela Meties, která byla k příležitosti oslavy na jednu noc oživena.[zdroj?] V roce 2017 vydali Schwarz Stein k příležitosti 15. výročí dvě alba svých nejúspěšnějších písní, The Best -Dunkelheit- a The Best -Licht-. V roce 2021 jsou stále aktivní.

## Vlivy
V roce 2011 přispěl Kaya ke kompilačnímu albu CRUSH!-90’s V-Rock best hit cover songs- coververzí písně Jurenagara (揺れながら…) od skupiny Laputa, s jejímiž bývalými členy se stýká.

## Diskografie

### Alba
- Glitter (27. prosince 2006)
- Hjakki jagjó (11. července 2007)
- Glitter (Best of Indies) (2. vydání) (16. července 2008)
- Kaya Meikjoku Series 1: BonJour! Chanson (18. února 2009)
- Queen (20. dubna 2011)
- Glitter (3. vydání) (12. prosince 2012)
- Gothic (4. prosince 2013)
- DRESS (23. června 2019)

### Singly
- Kaleidoscope (28. června 2006)
- Masquerade (6. září 2006)
- Óka rjóran (4. dubna 2007)
- Carmilla (31. října 2007)
- Chocolat (23. dubna 2008)
- Last Snow (24. prosince 2008)
- Ophelia (22. července 2009)
- Kaya Remix vol.1 K (27. prosince 2009)
- Awilda (28. července 2010)
- Madame Rosa no šókan (22. prosince 2010)
- Vampire Requiem (25. ledna 2012)
- Salome (20. června 2012)
- Nocturne (12. prosince 2012)
- Taboo (31. července 2013)
- Perfana (19. října 2016)
- Jumedži (8. března 2017)
- FABULOUS (1. dubna 2018)
- Monday Monday (18. července 2018)[13]